# Viola Wills
Viola Wills (eigentlich Viola Mae Wilkerson; * 30. Dezember 1939 in Los Angeles, Kalifornien; † 6. Mai 2009) war eine amerikanische Sängerin, Pianistin und Songautorin.

## Biografie
Bereits als Kind entwickelte Wills ihre Liebe zur Musik und war Mitglied in einem Chor. Später studierte sie das Fach Klavier an einem Konservatorium und wurde Mutter von sechs Kindern. Erst danach begann ihre Musikkarriere.
Barry White, für den sie als Background- und Sessionsängerin arbeitete, entdeckte Wills und stellte den Kontakt mit Bob Keanes Label Bronco/Mustang her, bei dem sie 1965 ihren ersten Plattenvertrag unterschrieb. Keane produzierte mit Wills in der Folge einige Soulsingles, darunter Lost Without the Love of My Guy (1966) und Together Forever (1967), die aber keinen Charterfolg erzielen konnten. Auch die Labelwechsel 1967 zu President Records (Single You’re Out of My Mind) und 1969 zu Supreme (Single I’ve Got News for You) brachten nicht den erhofften Erfolg.
1974 ersetzte Wills die Backgroundsängerin Claudia Linnear auf Joe Cockers Europa-Tournee. Inzwischen zum Label Goodear gewechselt, veröffentlichte sie im selben Jahr das Debütalbum Soft Centers, von dem der Track Run to the Nearest Exit ausgekoppelt wurde. Die Single Let’s Love Now erschien 1977 bei Arista Records.
Das zweite Album Without You kam 1979 in den Handel. In jenem Jahr konnte Wills den ersten großen Erfolg verbuchen, als die Single Gonna Get Along Without You Now, eine Coverversion des 1956er Hits von Patience & Prudence im Up-tempo-Dance-Stil, erschien und ihr eine Chartposition einbrachte. Das Lied stieg im Oktober des Jahres in die Top 10 in Großbritannien, erreichte Platz 8 und wurde mit Silber ausgezeichnet. Einige Monate später, bereits 1980, platzierte sich der Titel auch unter den amerikanischen Dance Music/Club Play Singles (Platz 52). Das von Gordon Lightfoot geschriebene If You Could Read My Mind kletterte kurze Zeit später sogar bis auf den 2. Platz der US-Dance-Charts.
Bis 1985 erschienen diverse Singles, von denen lediglich Stormy Weather an vorherige Erfolge anknüpfen konnte. Das Lied stieg 1982 auf Platz 4 der Billboard Dance Music/Club Play Singles. Der nächste größere Hit wurde Ende 1985 veröffentlicht. Beide Seiten der Singles Both Sides, Now / Dare to Dream wurden gern gehört, was dem Tonträger im Frühjahr 1986 einen Platz in den UK-Charts einbrachte.
Bis zu ihrem Tod hatte Viola Wills zwar keinen Charthit mehr, veröffentlichte aber bis Ende der 1990er Jahre noch eine Reihe weiterer Singles. Sie starb am Morgen des 6. Mai 2009 an den Folgen von Blutkrebs.

## Diskografie

### Alben
- 1974: Soft Centers
- 1979: Without You
- 1980: If You Could Read My Mind
- 1983: Space
- 1986: Dare to Dream
- 1994: Gonna Get Along Without You
- 2007: Enjoy Yourself
- 2013: Stormy Weather (13 Files)

### Kompilationen
- 1981: Three of a Kind (mit Amii Stewart und Precious Wilson)
- 1993: A Portrait: Greatest Hits
- 1995: The Best of Viola Wills
- 2006: The Essential Viola Wills
- 2008: The Very Best Of

### Singles
| Jahr | Titel Album                                               | Höchstplatzierung, Gesamtwochen, AuszeichnungChartplatzierungen (Jahr, Titel, Album, Platzierungen, Wochen, Auszeichnungen, Anmerkungen) | Höchstplatzierung, Gesamtwochen, AuszeichnungChartplatzierungen (Jahr, Titel, Album, Platzierungen, Wochen, Auszeichnungen, Anmerkungen) | Anmerkungen | [↑]: gemeinsam behandelt mit vorhergehendem Eintrag; [←]: in beiden Charts platziert |
| Jahr | Titel Album                                               | UK | Dance | Anmerkungen |                                                                                      |
| ---- | --------------------------------------------------------- | --- | --- | --- | ------------------------------------------------------------------------------------ |
| 1979 | Gonna Get Along Without You Now If You Could Read My Mind | UK8 Silber · (12 Wo.)UK | Dance52 (10 Wo.)Dance | Erstveröffentlichung: 24. August 1979 Autor: Milton Kellem Original: Patience & Prudence, 1956                                 |                                                                                      |
| 1980 | If You Could Read My Mind                                 | — | Dance2 (33 Wo.)Dance | Erstveröffentlichung: 28. März Autor und Original: Gordon Lightfoot, 1970                                                      |                                                                                      |
| 1982 | Stormy Weather –                                          | — | Dance4 (18 Wo.)Dance | Erstveröffentlichung: April 1982 Autoren: Harold Arlen, Ted Koehler Original: Ethel Waters mit Duke Ellingtons Orchestra, 1933 |                                                                                      |
| 1986 | Both Sides, Now Dare to Dream                             | UK35 (6 Wo.)UK | — | Erstveröffentlichung: 3. März 1986 Autor: Joni Mitchell Original: Judy Collins, 1967                                           |                                                                                      |
| 1970 | Dare to Dream [UK: ↑]                                     | UK35 (6 Wo.)UK | — | B-Seite von Both Sides, Now Autor: Viola Wills                                                                                 |                                                                                      |

grau schraffiert: keine Chartdaten aus diesem Jahr verfügbar
Weitere Singles
- 1966: Lost Without the Love of My Guy / I Got Love
- 1967: Together Forever
- 1967: I’ve Got to Have All of You
- 1968: You’re Out of My Mind
- 1969: I’ve Got News for You
- 1974: Run to the Nearest Exit
- 1975: Day on the Life of a Woman
- 1975: I Believe in Miracles
- 1977: Let’s Love Now
- 1980: Love Letters
- 1980: Up on the Roof
- 1981: There’s Always Something There to Remind Me
- 1981: I Can’t Stay Away from You
- 1982: Secret Love
- 1982: The More I See You
- 1983: Space
- 1984: If These Walls Could Speak
- 1985: Tune In for Lovin’
- 1986: You Are the Reason Why
- 1986: Somebody’s Eyes
- 1986: Take One Step Forward (mit Noel McCalla)
- 1987: Reggae High
- 1987: These Things Happen
- 1987: Over the Rainbow
- 1989: Love Pains (gecovert von Yvonne Elliman)
- 1989: Gonna Get Along Without You Now (Garage Mix)
- 1989: Don’t Stop the Train (mit Phyllis Nelson)
- 1990: I Think I’m Falling in Love
- 1992: It’s My Pleasure (My Friend Sam feat. Viola Wills)
- 1993: I Can See Clearly Now
- 1994: A House Is Not a Home
- 1994: No News Is News
- 1997: Get Along Without You Now (Handbaggers Remix)
- 1997: Happiness
- 2006: It’s My Pleasure 2006 Remixes (My Friend Sam feat. Viola Wills)
- 2006: What Now My Love?
- 2012: Chemical Attraction